# Нью-Ричмонд (Західна Вірджинія)
Нью-Ричмонд (англ. New Richmond) — переписна місцевість (CDP) в США, в окрузі Вайомінг штату Західна Вірджинія. Населення — 193 особи (2020).

## Географія
Нью-Ричмонд розташований за координатами 37°34′28″ пн. ш. 81°29′11″ зх. д. / 37.57444° пн. ш. 81.48639° зх. д. (37.574413, -81.486395).  За даними Бюро перепису населення США в 2010 році переписна місцевість мала площу 1,16 км², з яких 1,12 км² — суходіл та 0,04 км² — водойми.

## Демографія
Згідно з переписом 2010 року, у переписній місцевості мешкало 238 осіб у 96 домогосподарствах у складі 65 родин. Густота населення становила 206 осіб/км².  Було 107 помешкань (93/км²).
Расовий склад населення:
| - 98,3 % — білих - 0,4 % — чорних або афроамериканців |

До двох чи більше рас належало 1,3 %. Частка іспаномовних становила 0,0 % від усіх жителів.
За віковим діапазоном населення розподілялося таким чином: 20,6 % — особи молодші 18 років, 64,7 % — особи у віці 18—64 років, 14,7 % — особи у віці 65 років та старші. Медіана віку мешканця становила 44,0 року. На 100 осіб жіночої статі у переписній місцевості припадало 103,4 чоловіків;  на 100 жінок у віці від 18 років та старших — 92,9 чоловіків також старших 18 років.
Цивільне працевлаштоване населення становило 160 осіб. Основні галузі зайнятості: сільське господарство, лісництво, риболовля — 36,9 %, публічна адміністрація — 22,5 %, транспорт — 15,6 %, мистецтво, розваги та відпочинок — 13,1 %.